# Camera Obscura (film fra 1921)
Camera Obscura er en tysk stumfilm fra 1921 af Max Obal.

## Medvirkende
- Ernst Reicher som Stuart Webbs
- Alexander Granach
- Walter Dysing
- Martha Maria Newes